# Kanato de Rus
El Kanato de Rus fue una forma de ciudad-Estado que floreció durante un período poco documentado de la historia de Europa Oriental (finales del siglo VIII e inicios del siglo IX d. C.). Es visto como un antecesor de la dinastía Rúrik iniciada por Riúrik y de la Rus de Kiev, establecido por un pueblo llamado rhos o rus, en lo que hoy es el norte de Rusia. La población de la región en aquel entonces estaba compuesta por etnias bálticas, eslavas, finesas; entre estos el grupo dominante eran los de la Rus. La región también fue un centro de operaciones para varegos, aventureros escandinavos orientales, mercaderes y piratas, vikingos o normandos ("hombres del norte"), los cuales se trasladaron primero de Escandinavia al noreste de Europa y, de ahí, al sur, en donde luego participaron en la creación del estado medieval de Kiev, la Rus de Kiev.
Según las fuentes contemporáneas, los centros de población de la región —que pudieron haber incluido las proto-ciudades de Holmgard (Nóvgorod), Aldeigja (Ládoga), Lyubsha, Alaborg, Sárskoye Gorodische y Timeriovo— estaban bajo el gobierno de un monarca o monarcas que usaba un título llamado Jaghan o Gran Kan en túrquico antiguo. El período del Kanato de Rus marcó la génesis de una diferente etnia Rus. Los estados que surgirían del Kanato incluyen la Rus de Kiev y aquellos que surgieron tras su desintegración, a partir de los cuales evolucionó, en particular, la Ucrania y la Rusia modernas.

## Evidencia documental

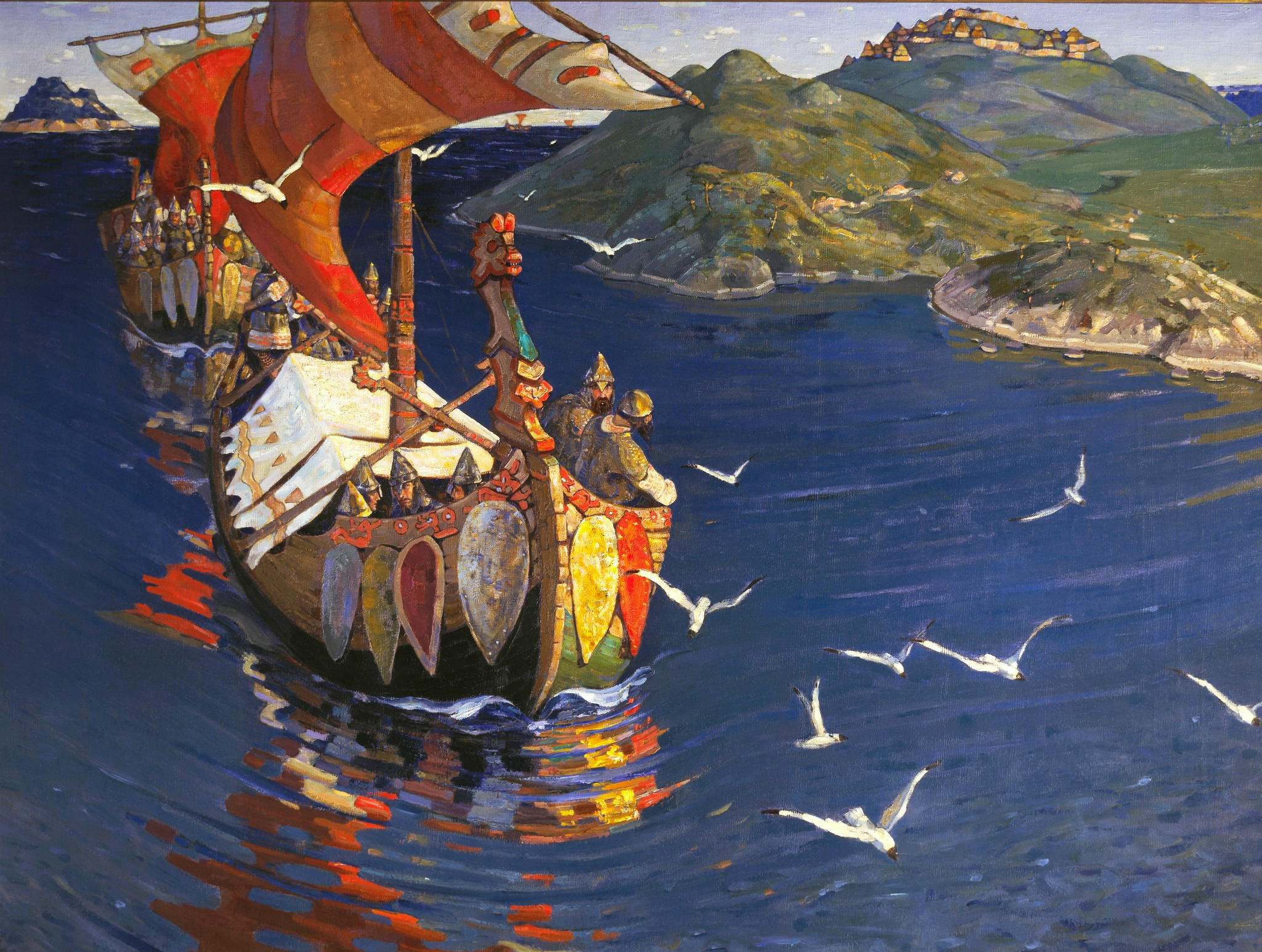
Huéspedes de ultramar, un cuadro pintado en 1899 por Nikolái Roerich mostrando las primeras aventuras varegas en la Rus de Kiev.

El gobernante de la Rus es mencionado por el título de "Jaghan" en varias fuentes históricas. En su gran mayoría son textos extranjeros que datan del siglo IX. Otros tres son fuentes eslavas del este de los siglos XI y XII.
La primera referencia europea respecto al Kanato proviene de los Anales de San Bertín. Los Anales se refieren a un grupo de "hombres del norte" (normandos), quienes se llamaban a sí mismos Rhos (qi se, id est suam Gentem, Rhos Vocari dicebant) que visitaron Constantinopla alrededor del año 838. Temerosos de volver a casa a través de las estepas, que los dejaría vulnerables a los ataques de los magiares, estos Rhos viajaron a través de Alemania acompañados con embajadores griegos del emperador bizantino Teófilo. Cuando el emperador Luis el Piadoso los cuestionó en la ciudad de Ingelheim, le informaron que su líder era conocido como chacanus (del latín "Jaghan") y que vivían mucho más al norte y que eran suecos (comperit eos gentis esse sueonum).
Treinta años después, en la primavera de 871, los emperadores de Oriente y Occidente, Basilio I y Luis II, disputaron por el control de Bari, que había sido conquistada conjuntamente por la fuerza de los árabes. El emperador bizantino envió una airada carta a su homólogo occidental, reprendiéndolo por usurpar el título de emperador. Él sostenía que los gobernantes francos eran simples Reges, mientras que el título imperial se aplicaba correctamente sólo al jefe supremo de los romanos, es decir, a Basilio. También señaló que cada nación tiene su propio título para su líder: por ejemplo, el título de chaganus es utilizado por los señores de los ávaros, jázaros (Gazari), y "hombres del norte" (Nortmanno). A este argumento, Luis le respondió que sólo era consciente acerca del jaghan de los ávaros, y que nunca había oído hablar del jaghan de los jázaros y de los nórdicos. El contenido de la carta de Basilio, ahora perdida, es reconstruida de la respuesta de Luis, citada en su totalidad en las Crónicas de Salerno. La correspondencia entre Luis y Basilio indica que al menos un grupo de escandinavos, poseía un líder que se hacía llamar "Jaghan".
Ahmad ibn Rustah, un geógrafo musulmán de Persia, escribió que el Jaghan de la Rus vivía en una isla en un lago. Constantine Zuckerman comenta que Ibn Rustah, utilizando un texto de autoría anónima de los 870, trató de organizar con precisión los títulos de todos los gobernantes descritos por su autor, lo que torna el testimonio aún más precioso. El geógrafo musulmán sólo menciona dos jaghans en su tratado: los de Casaría y el de la Rus. Otra evidencia casi contemporánea a la Rus, proviene de Ya'qubi, quien escribió en el año 889 u 890 que los montañeses del Cáucaso, cuando sitiados por los árabes en 854, pidió ayuda a los líderes (Sahib) de al-Rum (Bizancio), Cazaría, y al-Saqaliba (eslavos). Hudud al-Alam, un texto geográfico de autoría anónima escrito a finales del siglo X, se refiere al rey de la Rus como "rus-jaghan". Como el autor desconocido de Hudud al-Alam se basaba en numerosas fuentes del siglo IX, incluyendo Ibn Khordadbeh, es posible que su referencia al jaghan de la Rus fue copiada de textos más antiguos, textos pre-Rúrik, en lugar de reflejar la realidad política de la época. Finalmente, un geógrafo persa del siglo XI, Abu Said Gardizi, menciona "jaghan-i rus" en su obra Zayn al-Akbar. Al igual que otros geógrafos musulmanes, Gardizi se basó en las tradiciones derivadas del siglo IX.
Hay buenas razones para acreditar que el título de "Jaghan" todavía era recordado por la Rus de Kiev, durante el período cristiano. El obispo metropolitano Hilarión de Kiev aplica el título de "Jaghan" a Vladimiro I de Kiev y a Yaroslav I el Sabio, en el ejemplo más antiguo aún conservado de la literatura antigua de la Rus de Kiev, Slovo o Zakone i Blagodati ("Sermón en la Ley y la Gracia"), escrito alrededor de 1050. Hilarión se refiere a Vladimiro como "el gran Jaghan de nuestra tierra" (veliki kagán náshey zemlí) y a su hijo Yaroslav como "nuestro Jaghan devoto" (blagoverny kagán nash). En un grafito de la galería norte de la Catedral de Santa Sofía léese: "Señor, salva nuestro Jaghan", aparentemente en referencia a Sviatoslav II (1073-1076). A finales del siglo XII, El Cantar de las huestes de Ígor menciona de paso "Kogan Oleg", tradicionalmente identificado con Oleg de Tmutarakán.

## Periodo

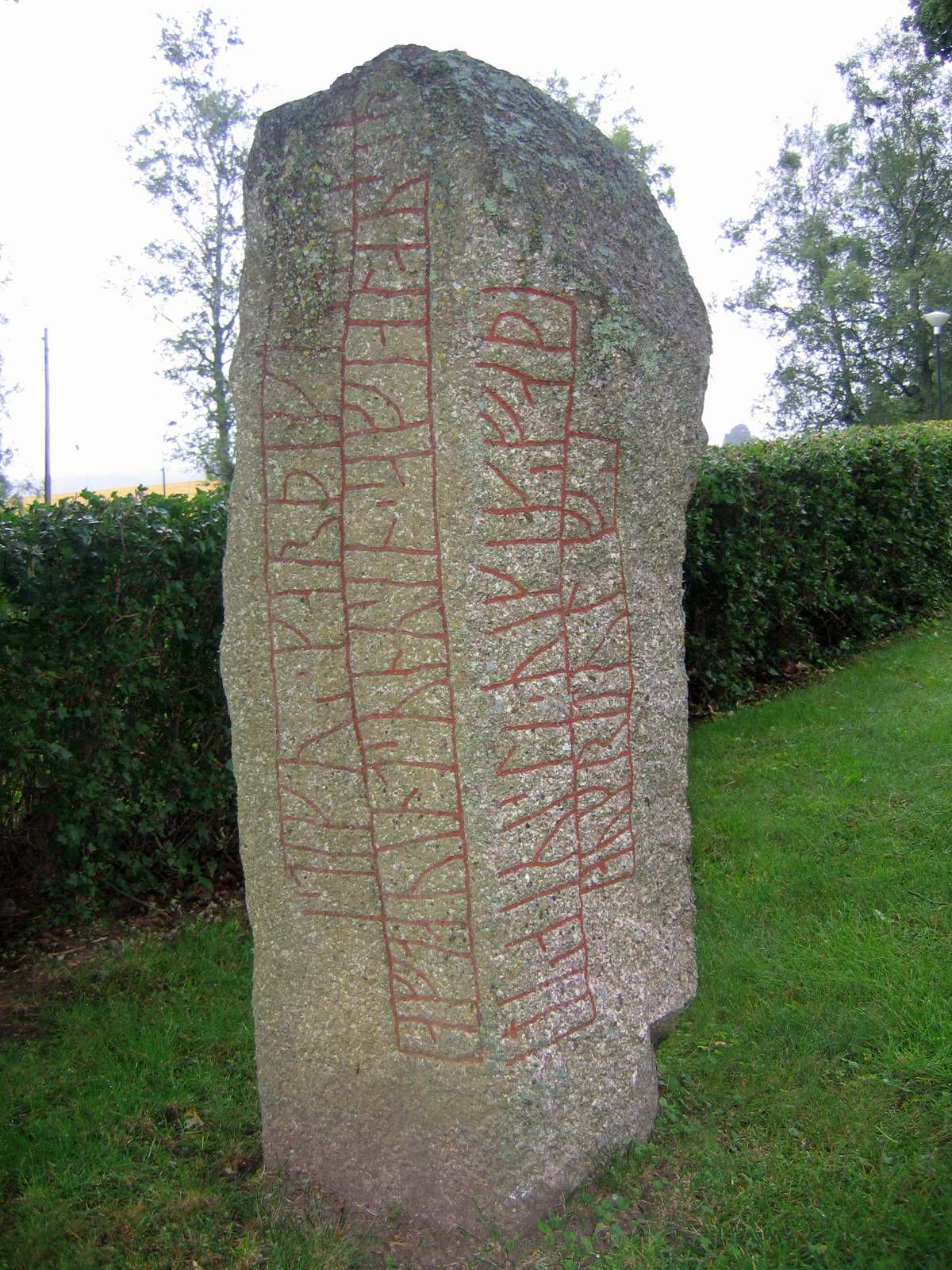
La piedra de Kälvesten data del y es la piedra rúnica más antigua conocida que habla de las expediciones en el este.

Fuentes primarias aún existentes hacen plausible acreditar que el título de Jaghan fue aplicado a los líderes de la Rus' durante un período bastante corto, aproximadamente entre la misión a Constantinopla (838) y la carta de Basilio (871). Todas las fuentes bizantinas después de Basilio I se refieren a los líderes de la Rus como arcontes. Más tarde, los autores de Kiev, mencionados anteriormente, parecen haber resucitado el término "Jaghan" más como una alternativa a "Knyaz" que como un término político real.
La datación de la existencia del Kanato ha sido materia de debate entre estudiosos y todavía permanece imprecisa. Omeljan Pritsak determina la fundación del Kanato alrededor de 830-840. En los años 1920, el historiador ruso Pável Smirnov sugirió que el janato de la Rus surgió apenas temporalmente en torno a 830 y pronto fue destruido por la migración de la confederadas tribus magiares-cabares hacia los montes Cárpatos. Cualquiera que sea la exactitud de estas estimaciones, no existen fuentes primarias que mencionan a la Rus' o sus jaghanes antes de los años 830.
Igualmente polémica ha sido la discusión sobre la fecha de la desintegración del Kanato. El título de Jaghan no es mencionado en los tratados entre la Rus de Kiev y los bizantinos (907, 911, 944), o en De Ceremoniis, un registro de las ceremonias de la corte documentando los títulos de los líderes extranjeros, cuando la recepción de Olga de Kiev en la corte de Constantino VII en 945. Por otra parte, Ibn Fadlan, en su descripción detallada de la Rus (922), designó a su líder supremo como "Malik" (rey). De este hecho, Peter Golden concluyó por un argumento a silentio que el Kanato colapsó en algún momento entre 871 y 922. Zuckerman, por su parte, argumenta que la ausencia de la referencia del título de "Jaghan" en el Tratado de 911 prueba que el Kanato ya había desaparecido en 911.

## Contexto territorial

Europa en el.

La localización del Kanato ha sido activamente disputada desde principios del siglo XX. Según una teoría marginal, el Jaghan de la Rus residió en algún lugar de Escandinavia o incluso tan lejos como Walcheren. En contraste, George Vernadsky cree que el Jaghan tenía su cuartel general en la parte oriental de Crimea o en la península de Tamán y que la isla descrita por Ibn Rustah fuera más probablemente situada en el estuario del río Kubán. Ninguna de estas teorías ha ganado muchos adeptos, porque los arqueólogos no han descubierto restos de un asentamiento eslavo-nórdico en la región de Crimea del siglo IX y tampoco hay fuentes nórdicas documentando "Jaghan" en Escandinavia.
La historiografía soviética, representada por Borís Rybakov y Lev Gumiliov, identifica la residencia del Jaghan en Kiev, ciudad gobernada, que figura en la Crónica de Néstor, por Askold y Dir, el único Jaghan del cual ha llegado el nombre. Mijaíl Artamónov se convirtió en un partidario de la teoría de que Kiev fue la sede del Kanato de Rus, y continuó manteniendo este punto de vista en los años noventa del siglo pasado.
Los historiadores occidentales, sin embargo, en general han argumentado en contra de esta teoría. No hay evidencia de un asentamiento urbano en el sitio de Kiev antes de los 880. Hallazgos arqueológicos de la época en la vecindad de Kiev son casi inexistentes. Particularmente preocupante es la ausencia de tesoros de monedas que sería evidencia de que la ruta comercial del Dniéper —la columna vertebral de la Rus de Kiev tardía— operaba en el siglo IX. basándose en su examen sobre la evidencia arqueológica, Zuckerman concluye que Kiev se originó como una fortaleza en la frontera de los Jázaros con Levedia, y que sólo después de la partida de los magiares al Occidente en el año 889, las tierras que circundan al Dniéper comenzaron a progresar económicamente.
Una serie de historiadores, el primero de los cuales fue Vasily Bartold, han abogado por una posición más al norte del Janato. Ellos han tendido a enfatizar el informe de Ibn Rustah como la única pista histórica de la ubicación de la residencia del Jaghan. Recientes investigaciones arqueológicas, dirigidas por Dmitry Machinsky entre otros, ha planteado la posibilidad de que esta política se basó en un grupo de asentamientos a lo largo del río Vóljov, incluyendo Ládoga, Lyubsha, Duboviki, Alaborg y Holmgard. "La mayoría de estos fueron inicialmente sitios pequeños, probablemente no más que estaciones de descanso y refrigerio, proporcionando una oportunidad para el intercambio y la redistribución de los artículos que pasan por el río y rutas de las caravanas ". Si se le da crédito al viajero anónimo citado por Ibn Rustah, la Rus del periodo del janato hizo un amplio uso de la ruta comercial del Volga para comerciar con el Oriente Medio, posiblemente a través de búlgaros y de los intermediarios Jázaros. Su descripción de la isla de la Rus' sugiere que su centro estaba en Holmgard, cuyo nombre se traduce del nórdico antiguo como "La isla del castillo sobre el río". La Crónica de Nóvgorod describe los disturbios en Nóvgorod antes de que Riúrik fuera invitado a gobernar la región por los años 860. Johannes Brøndsted, en referencia a tal fuente, retiene que Holmgard-Nóvgorod fue la capital del Kaganato durante varias décadas antes de la llegada de Rúrik, incluido el tiempo de la embajada bizantina en 839. Machinsky acepta esta teoría, pero señala que, antes del surgimiento de Holmgard-Nóvgorod, el centro político y económico estaba en Aldeigja-Ládoga.

## Origen
Los orígenes del Kanato de la Rus no están claros. Los primeros colonos escandinavos de la región llegaron a la cuenca baja del río Vóljov a mediados del siglo VIII. El país que comprende la actual San Petersburgo, Nóvgorod, Tver, Yaroslavl, y las regiones de Smolensk se conoció en las fuentes antiguas nórdicas como "Garðaríki", la tierra de las fortalezas. Los jefes militares nórdicos, conocidos por los pueblos de habla túrquica de la estepa como "Kol-beki" o "mar-reyes" ("Los reyes del mar"), llegaron a dominar algunas de las regiones ugro-finesas y de los pueblos eslavos, especialmente a lo largo de la ruta comercial del Volga que conecta el mar Báltico con el mar Caspio y Serkland (Califato de Bagdad).
Al igual que con la Rus en general, hay mucho debate sobre la identidad y la ascendencia de los jaghanes de la Rus. Pudieron haber sido escandinavos, eslavos nativos, pueblos fineses, o (más probablemente) de ascendencia mixta. Omeljan Pritsak especuló que un Jaghan jázaro llamado Khan-Tuvan Dyggvi, exiliado después de perder una guerra civil, se instaló con sus seguidores en el asentamiento nórdico-eslavo de Rostov, casándose luego con una mujer de la nobleza escandinava y comenzando así la dinastía de los Jaghan de la Rus. Zuckerman descarta la teoría de Pritsak como especulación insostenible, y no hay constancia, en fuentes contemporáneas, de ningún Jaghan jázaro huyendo para buscar refugio entre la Rus. Sin embargo, la posible conexión de los jázaros con los primeros monarcas de la Rus es apoyada por el uso de un tridente estilizado tamga, o sello, por los últimos líderes de la Rus como Sviatoslav I de Kiev; tamgas similares se encuentran en ruinas que son definitivamente de origen jázaro. La conexión genealógica entre los jaghanes de la Rus del siglo IX y los posteriores líderes Rúrik es ahora, sin embargo, incierta.
La mayoría de los historiadores coinciden en que el título de "Jaghan" fue tomado por la Rus de los jázaros, pero hay diferencias considerables en las circunstancias de este préstamo. Peter Benjamin Golden presume que el Kanato de Rus era un estado títere creado por los jázaros en la cuenca del río Oká para defenderse de los ataques reiterados de los magiares. Sin embargo, no hay registros de que los de la Rus fueran súbditos de los jázaros durante el siglo IX. Para los observadores extranjeros (como Ibn Rustah) no había ninguna diferencia sustancial entre los títulos de los jázaros y los líderes de la Rus. Anatoli Novoséltsev considera que la adopción del título de Jaghan fue designado para promocionar las pretensiones de la Rus a la igualdad con los jázaros. Esta teoría es compartida por Thomas Noonan, quien afirma que los líderes de la Rus eran vagamente unificados bajo el dominio de uno de los "mar-reyes" en principios del siglo IX, y que este "Gran Rey" adoptó el título Jaghan para darle legitimidad a los ojos de sus súbditos y los estados vecinos. El título de Jaghan fue, según esta teoría, un signo de que sus portadores gobernaban bajo un mandato divino.

## Economía

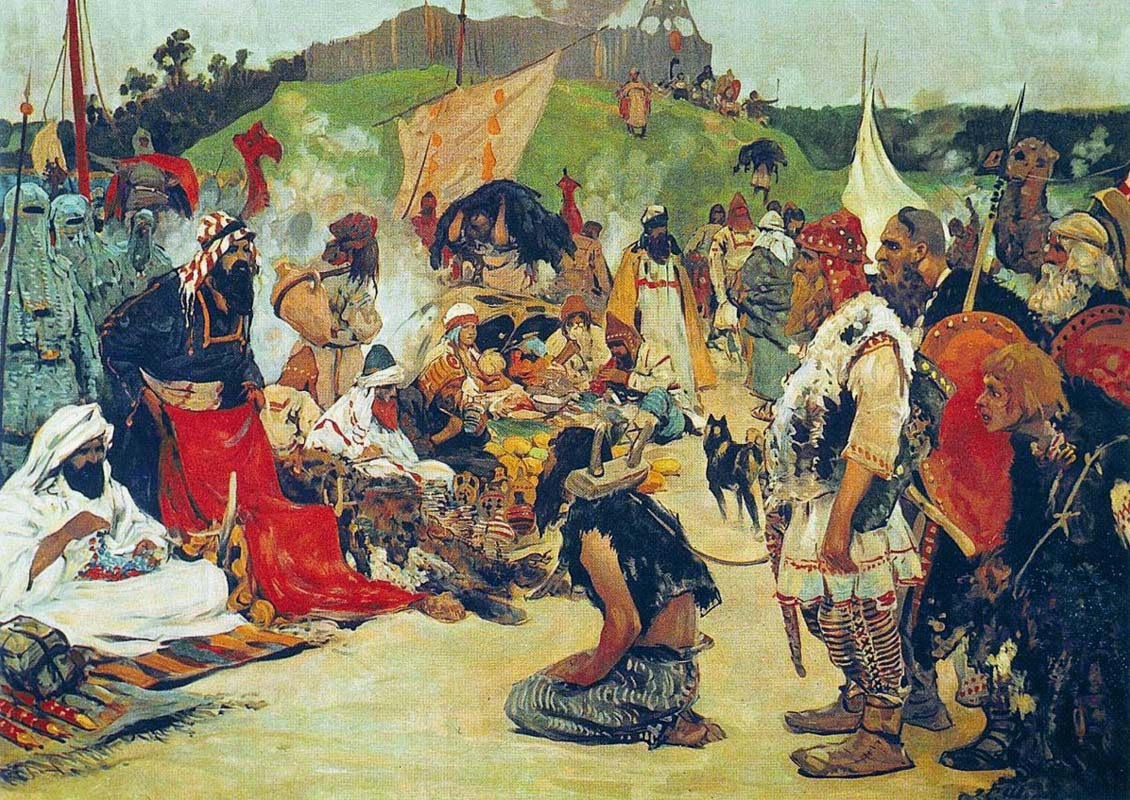
Comercio de esclavos en el Edad Media Europa del Este, por Serguéi Ivanov, (1864-1910).

El probable pilar de la economía del Kanato era la ruta comercial del Volga. Las hordas de monedas del siglo IX descubiertas en Escandinavia suelen contener grandes cantidades de monedas dírham acuñadas en el Califato abasí y otras organizaciones políticas musulmanas, a veces divididas en trozos más pequeños e inscritas con signos rúnicos. En total, más de 228.000 monedas árabes han sido recuperadas de más de mil tesoros en la Rusia europea y en la región Báltica. Casi el 90 % de estos llegaron a Escandinavia a través de la ruta comercial del Volga. Como era de esperar, el dírham fue la base para el sistema monetario de la Rus de Kiev.
El comercio fue la principal fuente de ingresos para la Rus, quienes según Ibn Rustah no se dedicaron a la agricultura: "Ellos no tienen campos de cultivo, sino que dependen para su abastecimiento, en lo que pueden obtener de la tierra as-Saqaliba [eslava]. No tienen haciendas, pueblos, o campos; su único negocio es el comercio de marta, ardillas, y otras pieles, y el dinero que obtienen en estas transacciones, la guardar en sus cinturones". Los comerciantes de la Rus viajaron por todo el Volga, pagando derechos a los búlgaros y a los jázaros, a los puertos de Gorgan y Abaskun en la orilla sur del mar Caspio; en ocasiones, viajaban hasta Bagdad.

## Gobierno
Escribiendo en el año 922, Ibn Fadlan describió al líder de la Rus (como el Jaghan Jázaro), como teniendo poca autoridad. En cambio, el poder político y militar es ejercido por un diputado, quien «comanda las tropas, ataca a los enemigos de los líderes de la Rus, y actúa como su representante ante sus súbditos». El rey supremo de la Rus', por otro lado, «no tiene más funciones que hacer el amor con sus esclavas, bebidas, y entregarse al placer». Él fue vigilado por 400 hombres, "dispuestos a morir por él... Estos se sientan debajo del trono real: una grande y enjoyada plataforma que también acomoda a las cuarenta esclavas de su harén". Ibn Fadlan escribió que el líder de la Rus casi nunca salía de su trono, e incluso «cuando quiere montar su caballo se lo mandan a él, y en su regreso llega con el caballo hasta el trono». Ibn Rustah, por otra parte, informó que el Jaghan era la máxima autoridad y la última para decidir las controversias entre sus súbditos. Sus decisiones, sin embargo, no eran vinculantes, de modo que si uno de los contendientes no acordaba con la decisión del Jaghan, la disputa se solucionaba en una batalla, que tenía lugar «en presencia de los familiares de los concursantes, quienes esperaban con las espadas desvainadas; y el hombre que consigue lo mejor del duelo también tiene la decisión sobre el asunto en disputa».
La dicotomía entre la relativa falta de poder del gobernante nominal y la gran autoridad de su subordinado refleja la estructura del gobierno de los jázaros, con la autoridad secular en las manos de un Bek Jaghan sólo teóricamente subordinado al Jaghan, y es coherente con el sistema germánico tradicional, donde puede haber una división entre el rey y el comandante militar. Por otra parte, algunos estudiosos han señalado las similitudes entre esta monarquía dual y la relación postulada entre Ígor y Oleg de Kiev en principios del siglo X (comparar Askold y Dir, en el siglo IX). La institución del sacro líder separado y comandante militar puede ser observado en la relación reconstruida entre Oleg e Ígor, pero si esto es parte del legado del Kanato de Rus a su sucesión de Estados se desconoce. Los primeros principados de la Rus de Kiev mostraron ciertas características distintivas en su gobierno, organización militar, y la jurisprudencia, que eran comparables a las vigentes entre los jázaros y otros pueblos de la estepa; algunos historiadores creen que estos elementos llegaron a la Rus de Kiev de los jázaros, por medio de los primeros jaghanes de la Rus.

## Costumbres y religión
Ver también: Paganismo nórdico, Mitología eslava, y Cristianización del janato de Rus

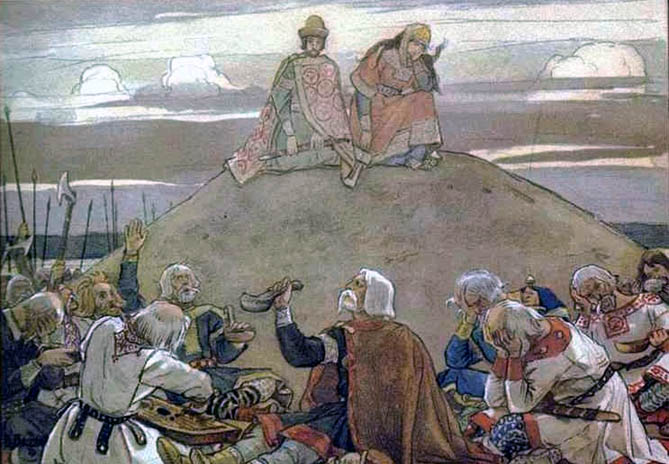
Oleg siendo llorado por sus guerreros, una pintura del 1899 por Víktor Vasnetsov. Este rito funerario, con el túmulo funerario, es típico en la costumbres de los Escandinavos, y de los nómadas de Eurasia.

A juzgar por las excavaciones llevadas a cabo desde la década de 1820 en el Ládoga y sitios relacionados en el norte de Rusia, las costumbres de la Rus reflejan influencias principalmente escandinavas. Esto es consistente con los escritos de Ibn Rustah e Ibn Fadlan. El primero da una breve descripción del entierro de un noble Rus, a quien se lo puso en una "tumba como una gran casa", junto con alimentos, amuletos, monedas, otros productos básicos, así como también su esposa favorita. "Luego la puerta de la tumba es sellada y ella muere adentro". Ibn Fadlan proporciona más evidencia de la Rus construyendo de un túmulo funerario, o cenotafio, dándole una inscripción rúnica en un pedazo de madera. El árabe viajero también dejó una descripción detallada de las costumbres de la Rus en la cremación de los nobles en un barco, que incluía tanto los animales y los sacrificios humanos. Cuando un pobre hombre moría, era puesto en un pequeño barco y quemado en él; el entierro de un noble era mucho más elaborado. Su patrimonio era dividido en tres partes: una parte para su familia, otra para pagar su traje funerario, y la otra para hacer la cerveza que se consumía en el día de su cremación. Una de las esclavas de un difunto se ofreció a ser condenada a muerte con el fin de reunirse con su maestro en el paraíso. En el día de la cremación, el cadáver era exhumado, vestido con ropas finas, y se lo ponía en un barco especialmente construido. La esclava voluntaria fue asesinada (después de que los parientes del difunto y amigos tuvieron relaciones sexuales con ella) y colocada a bordo junto con su maestro antes de que el pariente más cercano del difunto prendiera el buque en llamas. El funeral terminó con la construcción de un túmulo redondo.

Los primeros historiadores medievales quedaron impresionados con el espíritu de independencia inculcado entre la Rus desde el nacimiento. Ibn Rustah escribe: «Cuando nace un hijo el padre irá hasta el bebé recién nacido; la espada en la mano, tirando hacia abajo, él dice: 'No te dejaré ninguna propiedad: sólo tienes lo que puedes proporcionar con esta arma'». Al-Marwazi repitió esta descripción de las instrucciones dadas a un hijo, y añadió que era la hija quien recibía la herencia de su padre. El mismo sentido de individualismo era reflejado con el trato a los enfermos. Según Ibn Fadlan, "si uno de los Rus cae enfermo, lo dejan en una tienda de campaña con pan y agua a su suerte. Ellos no lo visitan, ni hablan con él, especialmente si es un siervo. En caso que se recupere se reincorpora a los otros, si se muere, lo queman. Si resulta ser un siervo, sin embargo, lo dejan para que los perros y los buitres lo devoren". Fuentes describen a la Rus como liberales en cuanto a temas sexuales. Ibn Fadlan escribió que el rey de la Rus no rehuía de tener relaciones públicas con las esclavas en su harén. Cuando los comerciantes Rus llegaron a las orillas del Volga, tenían relaciones con las esclavas que habían traído para la venta, en la presencia de sus compañeros; a veces esto se convertiría en una orgía comunal. 

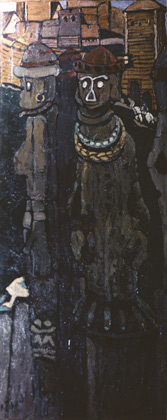
Los Ídolos, por Nikolái Roerich (1901).

Tanto ibn Fadlan como Ibn Rustah retratan la Rus como paganos devotos. Ibn Rustah y, tras él, Garizi informaron que los chamanes Rus o "curanderos" (attiba) ejercían un gran poder sobre la gente común. Según Ibn Rustah, estos chamanes actuaban "como si fueran dueños de todo". Ellos determinaban qué mujeres, hombres o animales tenían que ser sacrificados y no era posible oponerse a sus decisiones. El chamán cogía la ofrenda seleccionada, ya sea humana o animal, y lo colgaba de una estaca hasta que se muera. Ibn Fadlan dejó una descripción de los comerciantes Rus orando por éxito en el comercio antes de que "una estaca de madera grande con el semblante o algo así, de un ser humano, rodeado por figuras más pequeñas, y detrás de ellos altas estacas en el suelo ". Si el comercio no se recuperaba, más ofrendas se hacían, y si el negocio permanecía lento, el comerciante también haría ofrendas a los ídolos de menor importancia. Cuando el comercio iba bien, los comerciantes Rus asimismo hacían ofrendas adicionales de ganado y ovejas, algunas de las cuales se distribuían como limosna.
Por otra parte, fuentes bizantinas informan que la Rus adoptó el cristianismo a finales de los 860. En su encíclica del 867, el patriarca Focio escribió acerca de la conversión entusiasta de la Rus, mencionando que había enviado a sus tierras a un obispo. Constantino VII atribuye la conversión a su abuelo Basilio I y al Patriarca Ignacio en lugar de sus predecesores Miguel III y Focio. Constantino narra cómo los bizantinos impulsaron a la Rus a la conversión por sus palabras persuasivas y ricos regalos, incluyendo oro, plata y telas preciosas. También repite una historia tradicional de que los paganos eran particularmente impresionados por un milagro: el arzobispo lanzó un libro del Evangelio en un horno y este no se dañó por el fuego. Ibn Khordadbeh escribió a finales del siglo IX, que aquellos de la Rus que llegaron a tierras musulmanas " afirmaron ser cristianos". Los historiadores modernos están divididos en sus opiniones sobre la historicidad y el alcance de la cristianización del janato de Rus.

## Política externa
En 838, el Kanato de Rus envió una embajada al Imperio bizantino que fue registrado en los anales de San Bertin, los motivos por los que siguen siendo motivo de controversia entre los historiadores. Alekséi Shájmatov sostuvo que la embajada de 838 tuvo dos fines: para establecer amistad con Bizancio y para abrir el camino a Suecia a través de Europa occidental. Constantine Zuckerman postula que los embajadores de la Rus fueron a negociar un tratado de paz después de su expedición de Paflagonia en los 830. George Vernadsky conecta su misión con la construcción de la fortaleza de Sarkel en el año 833. Que la embajada no se registró en las fuentes bizantinas, y que en 860 el patriarca Focio se refirió a la Rus como "gente desconocida".
De acuerdo con Vernadsky, los jázaros y los griegos erigieron Sarkel cerca del transporte entre el río Don y el Volga, específicamente para defender este punto estratégico de la Rus. Otros estudiosos, sin embargo, creen que la fortaleza de Sarkel fue construida para defenderse o observar las actividades de los magiares y otras tribus de la estepa, y no de la Rus. El historiador ucraniano Mijailo Grushevski declaró que las fuentes existentes no estaban claras sobre este punto. Juan Skylitzes afirmó que la Sarkel era "un firme baluarte contra los pechenegos ", pero no identificó eso como su propósito original.
En 860, la Rus asedió a Constantinopla con una flota de 200 buques. El ejército y la marina bizantina estaban lejos de la capital, dejándola vulnerable al ataque. El momento de la expedición sugiere que los Rus estaban bien conscientes de la situación interna del imperio, gracias a las relaciones comerciales y de otras relaciones que continuaron después de la embajada de 838. Los guerreros Rus devastaron los suburbios de Constantinopla antes de salir de repente el 4 de agosto.
La Rus temprana negoció intensamente con los jázaros. Ibn Khordadbeh escribió en El Libro de Rutas y Reinos que "van por el río Eslavo (río Don) a Khamlij, una ciudad de los jázaros, donde el gobernante de este último recogía el diezmo de ellos". Algunos comentaristas modernos infieren por fuentes árabes que el janato de Rus fue profundamente influenciada por su contacto con los jázaros. En el comienzo del período de la dinastía Rúrik, en las primeras décadas del siglo X, sin embargo, las relaciones entre la Rus y los jázaros se agriaron.

## Declive y legado
Al rato de que el patriarca Focio haya informado a otros obispos ortodoxos acerca de la cristianización de la Rus, todos los centros del Kanato en el noroeste de Rusia fueron destruidos por el fuego. Los arqueólogos encontraron pruebas convincentes de que Holmgard, Aldeigja, Alaborg, Izborsk y otros centros locales fueron arrasados por el fuego en los años 860 u 870. Algunos de estos asentamientos fueron definitivamente abandonados después de la conflagración. La Crónica de Néstor describe el levantamiento de los eslavos paganos y los chud (pueblos fineses) contra los varegos, quienes tuvieron que retirarse al extranjero en 862. La Crónica de Nóvgorod, considerada por Alekséi Shájmatov más fiable, no señala el levantamiento pre-Rúrik a ninguna fecha específica. En el siglo XVI, la Crónica de Nikon atribuye la expulsión de los varegos del país a Vadim el Valiente. El historiador ucraniano Myjailo Braychevski etiquetó la rebelión de Vadim como "una reacción pagana" en contra de la cristianización de la Rus. A tal evento siguió un periodo de anarquía, identificado por Zuckerman en el lapso temporal que va desde los 875 a los 900. La ausencia de la moneda en los años 880 y 890 sugiere que la ruta comercial del Volga dejó de funcionar, lo que precipitó "la primera crisis de la plata en Europa".
Después de este período de depresión económica y de agitación política, la región experimentó un resurgimiento a partir de los 900. Zuckerman asoció esta recuperación con la llegada de Riúrik y sus hombres, quienes centraron su atención desde el Volga hasta el Dniéper, por razones que aún permanecen inciertas. Los asentamientos escandinavos en Ládoga y Nóvgorod revivieron y empezaron a crecer rápidamente. Durante la primera década del siglo X, un gran puesto comercial se formó en el Dniéper en Gnyózdovo, cerca del actual Smolensk. Otro asentamiento Dniéper, Kiev, se convirtió en un importante centro urbano en aproximadamente el mismo período.
El destino del Kanato de Rus, y el proceso por el cual si es que se convirtió o si fue consumido por los Rúrik de la Rus de Kiev no está claro. Los habitantes de Kiev parecen haber tenido una noción muy vaga acerca de la existencia del Kanato. Las fuentes eslavas no mencionan ni la cristianización de la Rus de Kiev en el año 860 ni la expedición Paflagonio de los 830. El registro de la expedición de la Rus contra Constantinopla en el año 860 fue tomado por los autores de la Crónica de Néstor de fuentes griegas, que sugiere la ausencia de una tradición vernácula escrita.